# Nedeljanec
Nedeljanec är en ort i Kroatien.   Den ligger i länet Varaždin, i den norra delen av landet, 60 km norr om huvudstaden Zagreb. Nedeljanec ligger 174 meter över havet och antalet invånare är 1 508.
Terrängen runt Nedeljanec är huvudsakligen platt, men söderut är den kuperad. Runt Nedeljanec är det ganska tätbefolkat, med 160 invånare per kvadratkilometer. Närmaste större samhälle är Varaždin, 4,6 km öster om Nedeljanec. Trakten runt Nedeljanec består till största delen av jordbruksmark.